# Рыженко, Валентина Георгиевна
Валентина Георгиевна Рыженко (в девичестве — Зеленина; род. 1 января 1948, Чистополь Татарской ССР) — советский российский историк, педагог, специалист в области истории российской культуры, краеведения, регионоведения и культурологии, доктор исторических наук (2005), профессор (2006). Заслуженный профессор ОмГУ (2017). Заслуженный работник высшей школы Российской Федерации (2010).

## Биография
Родилась 1 января 1948 года в городе Чистополь, Татарской АССР в семье рабочих Чистопольского часового завода.
С 1967 по 1972 год обучалась на историческом факультете Московского государственного университета, с 1972 по 1976 год — в аспирантуре по кафедре истории СССР периода социализма.
На формирование исторических взглядов наибольшее влияние оказали В. М. Селунская, И. Д. Ковальченко, С. О. Шмидт, Л. М. Зак, М. Е. Главацкий, В. Л. Соскин, Л. П. Репина, Ю. А. Веденин, Д. Н. Замятин, В. П. Корзун, В. Ш. Назимова, Г. Ю. Мысливцева, В. Ф. Чирков; работы И. М. Гревса, Н. П. Анциферова, Л. А. Велихова, С. А. Федюкина, В. Л. Глазычева, М. С. Кагана, К. Шлёгеля.
В 1977 году в МГУ защитила диссертацию на соискание учёной степени кандидата исторических наук по теме: «Сельскохозяйственная интеллигенция РСФСР в реконструктивный период (1926—1937 гг.)», в 2004 году — в Уральском отделении РАН (Екатеринбург) диссертацию на соискание учёной степени доктора исторических наук по теме: «Интеллигенция в культуре крупного сибирского города в 1920-е годы: вопросы теории, истории, историографии, методов исследования». В 2006 году приказом ВАК В. Г. Рыженко было присвоено учёное звание — профессор
С 1978 года на педагогической работе в Омском государственном университете: ассистент, с 1983 года — доцент, с 2001 года — профессор кафедры современной отечественной истории и историографии исторического факультета. С 1993 по 2014 год — заведующая сектором динамики локальных культурно-исторических процессов Сибирского филиала Российского института культурологии.
Поддерживает постоянные научные связи с Омским филилом Института археологии и этнографии СО РАН, НГУ, вузами и научными центрами Иванова, Иркутска, Екатеринбурга, Москвы, Перми, Челябинска; с омскими областными и городскими музеями (является научным куратором музея «Либеров-центр»).
Автор более 350 научных работ, в том числе многочисленных монографий, является членом редколлегий журналов из списка ВАК.

### Семья
- Муж — Леонид Игоревич Рыженко (род. 25 июля 1952), кандидат технических наук, директор ООО «Институт системного проектирования».
- Дети: сын Александр, дочери Лидия и Екатерина[5]. Трое внуков и правнучка.

## Научно-педагогическая деятельность
Основная научно-педагогическая деятельность связана с вопросами в области истории и историографии отечественной культуры, культурологии, краеведения, урбанистики и интеллектуальной истории. Член Учёного совета и председатель общественного совета Омского государственного историко-краеведческого музея, с 2001 года — председатель Омского отделения Российского общества интеллектуальной истории при ИВИ РАН, с 1998 года — член Совета Союза краеведов России, член Омского регионального отделения Союза краеведов России (2012). Член диссертационных советов ОмГУ имени Ф. М. Достоевского, ОмГПУ и НГПУ
В. Г. Рыженко участвовала в грантах: в качестве руководителя грант на организацию и проведение Всероссийских конференций «Культура и интеллигенция России» (РГНФ, РФФИ, 1995—2012); «Родиноведческие идеалы и их трансформация в советскую эпоху (по материалам Сибири первой трети XX века)» (РГНФ, 1998); «Пространство советского города (1920-е—1950-е гг.): теоретические представления, региональные социокультурные и историко-культурологические характеристики» (Мегапроект по поддержке кафедр «Развитие образования в России» Института «Открытое Общество», 2000—2002); «В новом веке — к новым формам сотрудничества» (Институт Открытое общество по взаимодействию классических университетов и институтов повышения квалификации работников образования, 2001—2002); «Педагог XXI века в новом интеллектуальном пространстве» (Институт Открытое общество совместно с Академией повышения квалификации и переподготовки работников образования РФ, 2002—2003); «Трансформация локальных культурных пространств: от символики советской эпохи к современным образам и символам памяти о прошлом» (РФФИ, 2018—2021); в качестве исполнителя «Трансформация образа советской исторической науки в первое послевоенное десятилетие: вторая половина 1940-х — середина 1950-х гг.» (РГНФ, 2009); «Образы отечественной исторической науки в контексте смены познавательных парадигм (вторая половина XX — начало XXI вв.)» (ФЦП «Научные и научно-педагогические кадры инновационной России», 2009—2013).

## Основные работы
Монографии и сборники
- Рыженко В. Г., Быкова А. Г. Культура Западной Сибири: история и современность. — Омск, 2001. — 372 с.
- Лебедева Н. И., Рыженко В. Г. Омск: город на границе государства Российского. Историческая мозаика. Серия «Города Петра Великого». — СПб, 2001. — 106 с.
- Интеллигенция в культуре крупного сибирского города в 1920-е годы: вопросы теории, истории, историографии и методов исторического исследования. — Екатеринбург: Изд-во Уральск. ун-та; Омск: Омск. гос. ун-т., 2003. — 370 с.
- Рыженко В. Г., Назимова В. Ш., Алисов Д. А. Пространство советского города (1920-е — 1950-е гг.): теоретические представления, региональные социокультурные и историко-культурологические характеристики (на материалах Западной Сибири). — Омск: Издат. дом «Наука», 2004. — 292 с.
- Образы и символы советского города в современных исследовательских опытах (региональный аспект). — Омск: Изд-во Ом. гос. ун-та, 2010. — 340 с.
- Трансформация образа советской исторической науки в первое послевоенное десятилетие: вторая половина 1940-х — середина 1950-х гг. / Корзун В. П., Колеватов Д. М., Кныш Н. А., Мамонтова М. А., Рыженко В. Г., Свешников А. В. — М.: РОССПЭН, 2011. — 471 с.
- Жидченко А. В., Рыженко В. Г. История повседневной жизни омского городка Нефтяников в 1950—60-е гг. — Омск: Издат. «Амфора», 2013. — 444 с.
- Университет в истории и история университета: к 40-летию Омского государственного университета имени Ф. М. Достоевского: очерки / отв. ред. В. П. Корзун. — Омск: Издат. дом «Наука», 2014. — 380 с.: ил.
- Жидченко А. В., Рыженко В. Г. История повседневной жизни омского городка Нефтяников в 1950—60-е гг. (2-е изд., испр.). — Омск: Изд-во Ом. гос. ун-та, 2015. — 482 с.

Статьи
- Научные работники Сибири 1920 гг. (численность, размещение, состав) // Кадры науки Советской Сибири: проблемы истории. — Новосибирск, 1991. — С. 72-91.
- Социокультурные функции интеллигенции крупных городов Сибири в условиях 1920-х гг.: поиск подходов // Интеллигенция в советском обществе. — Кемерово, 1993. — С.88-98.
- Личность в истории культуры России 1920-х гг. (к проблеме взаимосвязи научно-практических традиций «центра» и «провинции» // Проблемы истории науки и культуры России. — Омск, 1993. — С. 4—26.
- Рыженко В. Г., Назимова В. Ш. Культурно-цивилизационный ландшафт малых сибирских городов в экстремальных условиях XX века // Проблемы культуры городов России. — Омск, 1997. — С.14—21.
- Родиноведение — новация, традиция, гражданский идеал (из наследия российской интеллигенции) // Интеллигенция России: традиции и новации: Тезисы докладов межгосударственной научно-теоретической конференции. — Иваново, 1997. — С.102—104.
- Советская культура — особый мир или часть отечественного культурного наследия // Региональные процессы в Сибири в контексте российской и мировой истории. — Новосибирск, 1998. — С.182—197.
- Выставки в культурном пространстве современного города // Культурологические исследования в Сибири. — Вып. 2. — Омск: Изд-во ОмГПУ, 1999. — С.91—101.
- Проблемное поле гражданского общества // Посреднические функции интеллигенции в формировании гражданского общества. Материалы «Круглого стола» Всероссийской конференции «Интеллигенция и проблемы формирования гражданского общества в России». — Екатеринбург: УрГУ, 2000. — С.25—27.
- Рыженко В. Г., Корзун В. П. Регионоведческое направление в деятельности исторических кафедр провинциальных университетов России // Методология региональных исторических исследований. Российский и зарубежный опыт. Материалы международного семинара 19—20 июня 2000 года, Санкт-Петербург. — Санкт-Петербург: Изд-во «Нотабене», 2000. — С.35—37.
- Методологическое и методическое наследие «золотого десятилетия» и современность // Иркутское краеведение 20-х: Взгляд сквозь годы. Ч.1. — Иркутск, 2000. — С. 13—30.
- Современное культурно-историческое родиноведение: востребованная традиция или новое направление? // Источниковедение и краеведение в культуре России. Сборник. К 50-летию служения С. О. Шмидта историко-архивному институту. — М.: РГГУ, 2000. — С. 298—299.
- Рыженко В. Г., Петренко О. В. Современные конференции как коммуникативная площадка и особое звено интеллектуального пространства «без границ» // Культура и интеллигенция России: Личности. Творчество. Интеллектуальные диалоги в эпохи политических модернизаций: материалы VIII Всероссийской научной конференции с международным участием (Омск, 16—18 октября 2012 г.). — Омск: Изд-во Ом. гос. ун-та, 2012. — С. 14—18.
- «Просмотрено — исключить…» (О переходе к идеологическому наступлению на историков в проыинции в начале 1930-х годов) // История и историки в прошлом и настоящем / Под общ. ред. Л. П. Репиной. — М.: ИВИ РАН, 2013. — С. 269—289.

## Награды и звания
- Благодарность Министра культуры и массовых коммуникаций Российской Федерации (1 февраля 2005 года) — за значительный вклад в развитие Российской науки и культуры и в связи с празднованием Дня науки[6]
- Заслуженный работник высшей школы Российской Федерации (24 ноября 2010)[7].
- Заслуженный профессор Омского государственного университета имени Ф. М. Достоевского (2017)[8].
- Награждена медалью Сергея Иосифовича Манякина за особые заслуги в развитии Омской области (2019)